# Университет Фенербахче
Университет Фенербахче или FBU для краткости, является частным университетом в Стамбуле, созданным соответствующим фондом спортивного клуба Фенербахче.
На предприятии Fenerbahçe Faruk Ilgaz в апреле 2016 г.; начался семинар по его созданию, управлению и функционированию. В первый год приема студентов Medicana Group инвестировала 100 миллионов фунтов стерлингов. Безопасность сети кампуса и технологий Интернета вещей осуществлялась совместно с компанией Aruba, входящей в состав Hewlett Packard Enterprise. В 2020 году Университет начал участвовать в Национальном проекте боевых самолетов, который осуществляется в сотрудничестве с TÜBİTAK и TUSAŞ. Студенты факультета коммуникаций; В декабре 2019 года стартовали проект социальной ответственности «Ни ребенок, ни подросток» и заняли первое место в конкурсе молодых представителей окружающей среды, организованном Международным экологическим фондом в феврале 2020 года.

## Академические подразделения
| - Фармацевтика - Питание и диетология - Речевая и языковая терапия - Акушерство - Эрготерапия - Физиотерапия и реабилитация - Физиотерапия и реабилитация (на английском языке) - Сестринское дело - Сестринское дело (на английском языке) - Английский язык и литература (на английском языке) - Экономика и финансы (на английском языке) - Психология (на турецком языке/на английском языке) - Политология и международные отношения (на английском языке) - Информационные системы управления (на английском языке) - Связи с общественностью и реклама - Радио, телевидение и кино - Новые СМИ и коммуникация - Компьютерная инженерия (на английском языке) - Промышленная инженерия - Архитектура интерьера и дизайн окружающей среды (на турецком языке/на английском языке) - Архитектура (на английском языке) - Тренерское обучение - Преподавание физкультуры и спорта - Спортивный менеджмент | - Здоровье полости рта и зубов - Анестезия - Услуги операционной - Технология зубных протезов - Диализ - Физиотерапия - Первая и неотложная помощь - Лучевая терапия - Методы медицинской визуализации - Медицинские лабораторные методы - Аптечные услуги - Прикладной и исследовательский центр африканских исследований - Центр приложений и исследований европейских исследований - Центр инноваций, применения технологий и исследований - Центр приложений и исследований киберполевых исследований - Центр приложений и исследований непрерывного образования - Турецкий учебный прикладной и исследовательский центр - Центр приложений и исследований дистанционного образования |  |